# Gibson Girl

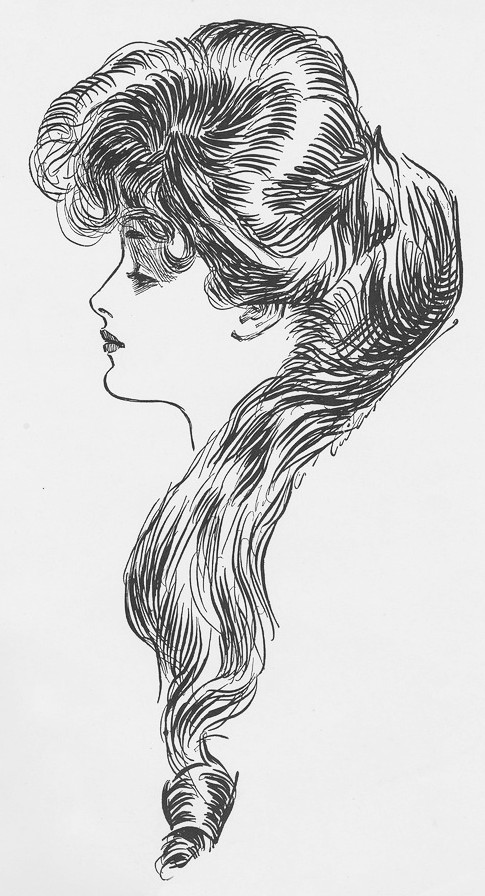
Desenho de Charles Dana Gibson.

A Gibson Girl é considerada o primeiro padrão estético feminino nos Estados Unidos, um modelo de beleza,  um dos ícones do século XX, criado pelo artista Charles Dana Gibson (1867–1944), representando na época a imagem completa da moda, da beleza e do êxito social.
a Primeira Guerra Mundial, o corpo e as características aristocráticas da garota, eram consideradas como um modelo que muitas jovens norte-americanas queriam copiar, e um retrato romântico dos traços femininos. Também foi uma das primeiras pin-ups.
Além de alta e magra, mas com formas, ela usava espartilho. Tinha o nariz e a boca pequena que foram bem desenhados, mas seus olhos eram grandes. Elegante e bem vestida, correspondia com a imagem de uma senhora bem-educada.
Buscava também uma certa independência e realização pessoal. Não queria abandonar os estudos e tinha o anseio de escolher o homem com que se relacionaria. Desportista, auto-confiante, sorria com frequência, mas não costumava rir, sempre mantendo uma certa distância.
Com o aumento das sufragistas, a moda mudou consideravelmente. Logo se ficaram para trás os corsets, a favor dos vestidos curtos e sem formas. Na década de 1920 a Garota Gibson foi ultrapassada em comparação com a moda de melindrosas.
Com base nos ideais tradicionais de beleza feminina, Gibson criou uma imagem muito peculiar da mulher perfeita.

## Galeria

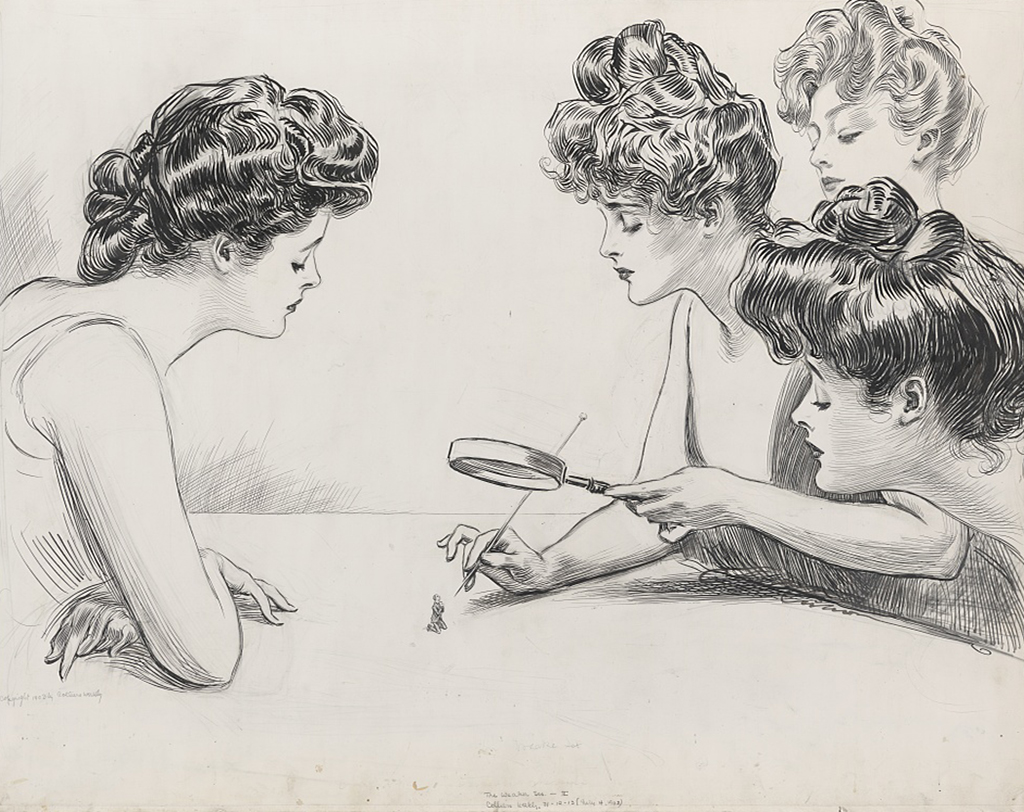
The Weaker Sex
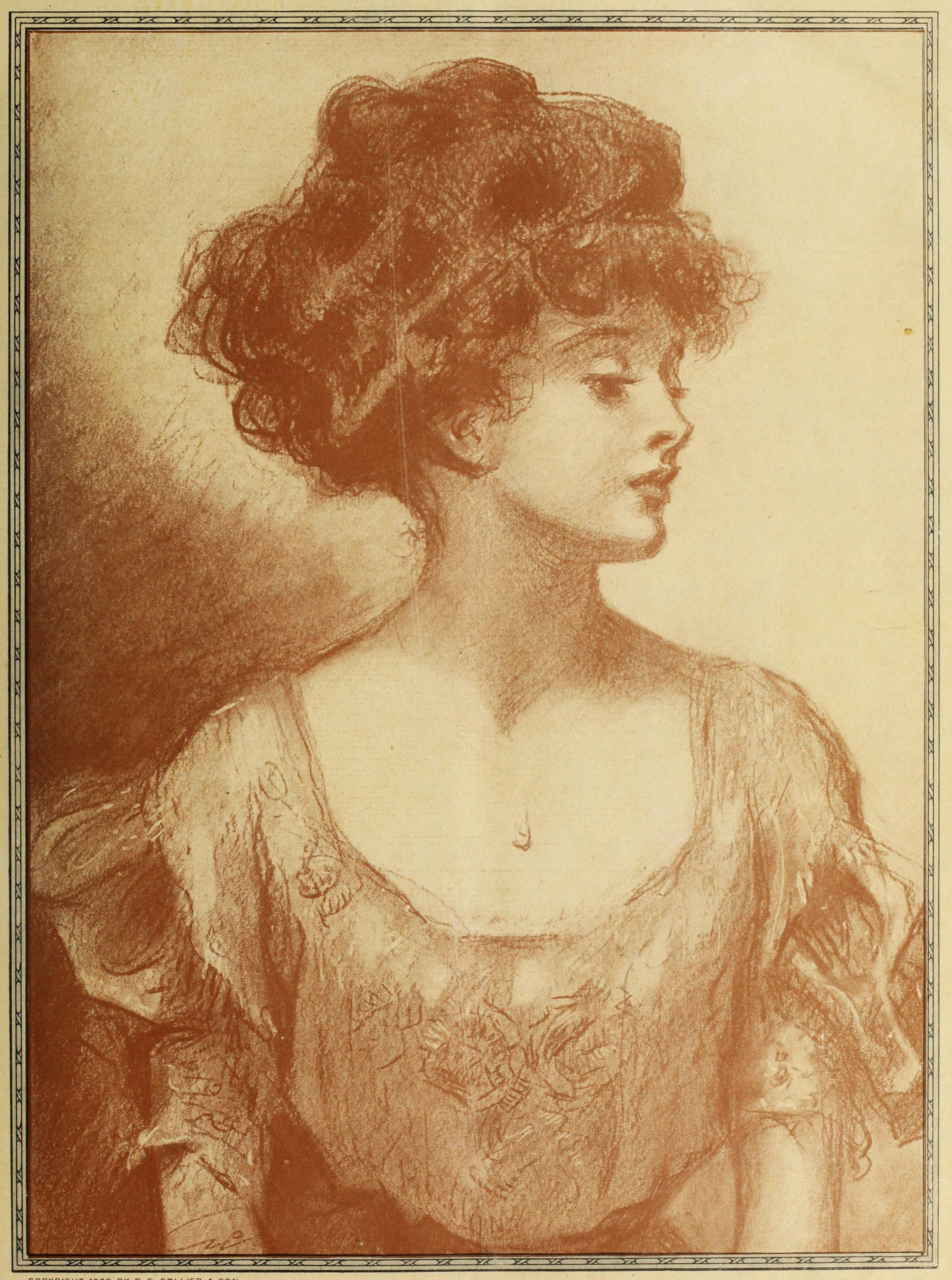
Capa para a revista Collier’s
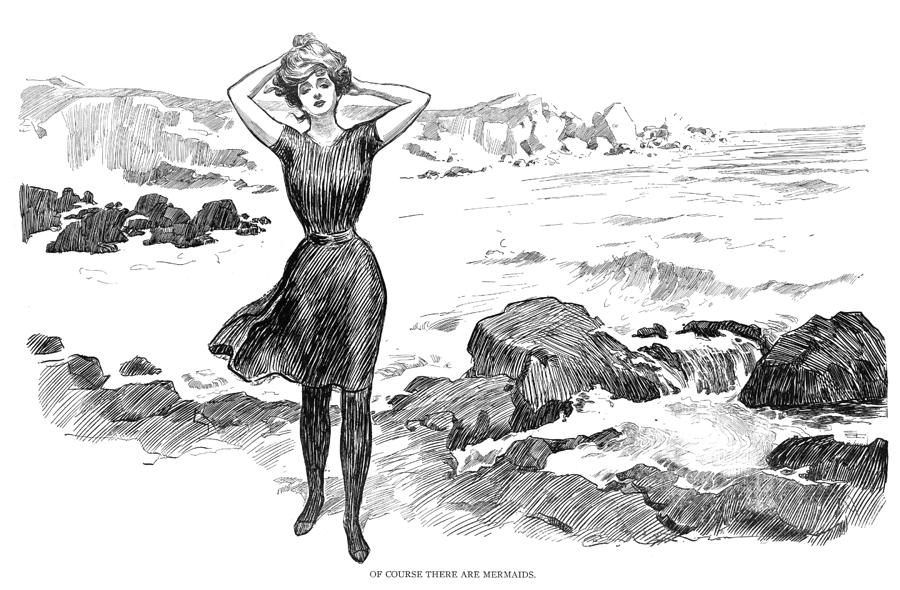
Of course there are mermaids
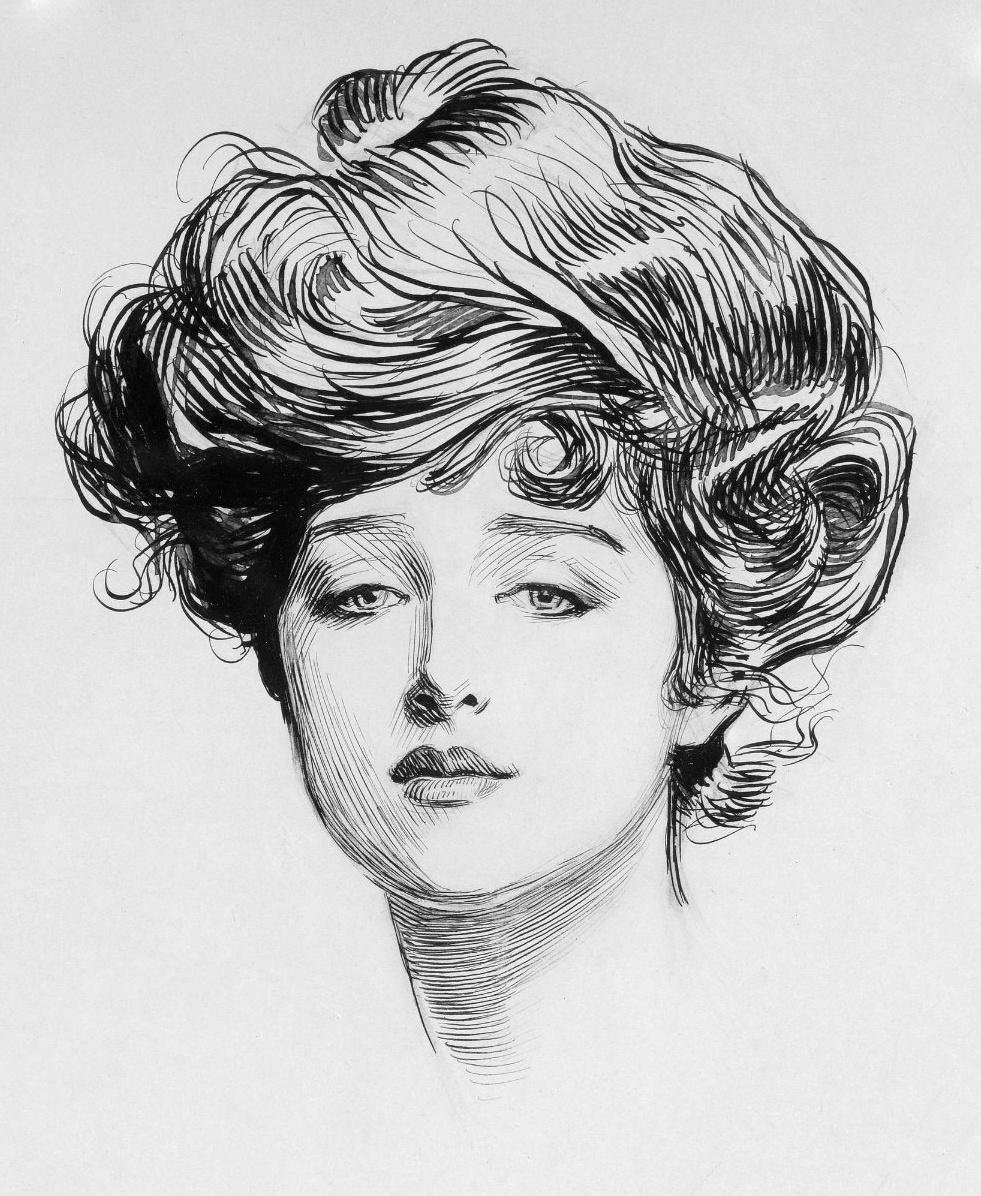
Uma foto icónica de Gibson Girl
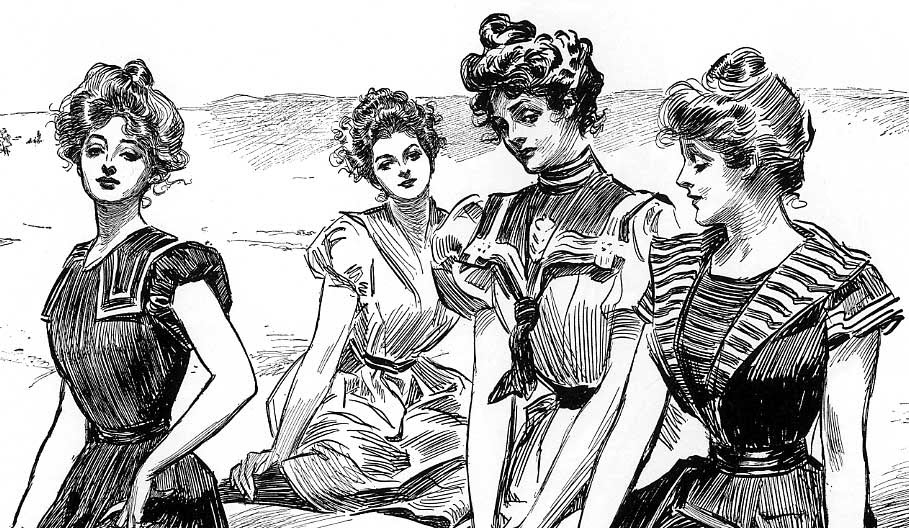
Gibson Girl de "pin-ups" na praia
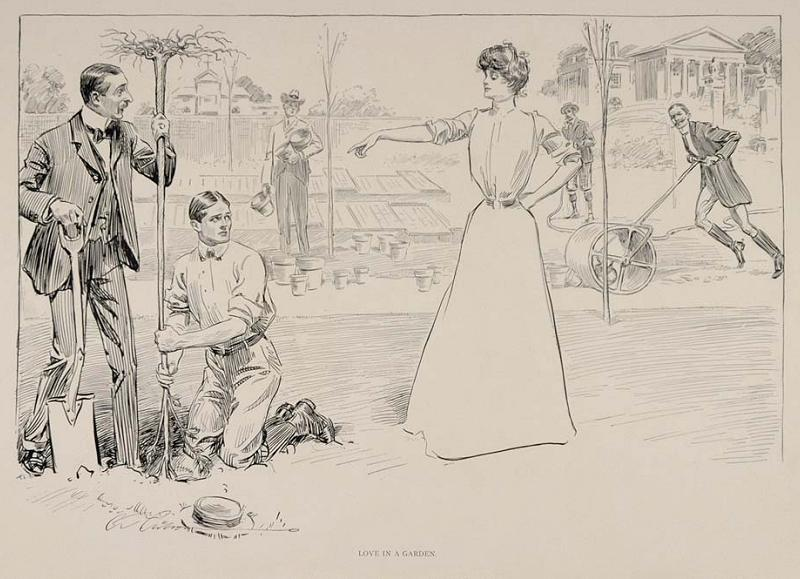
Love in a Garden
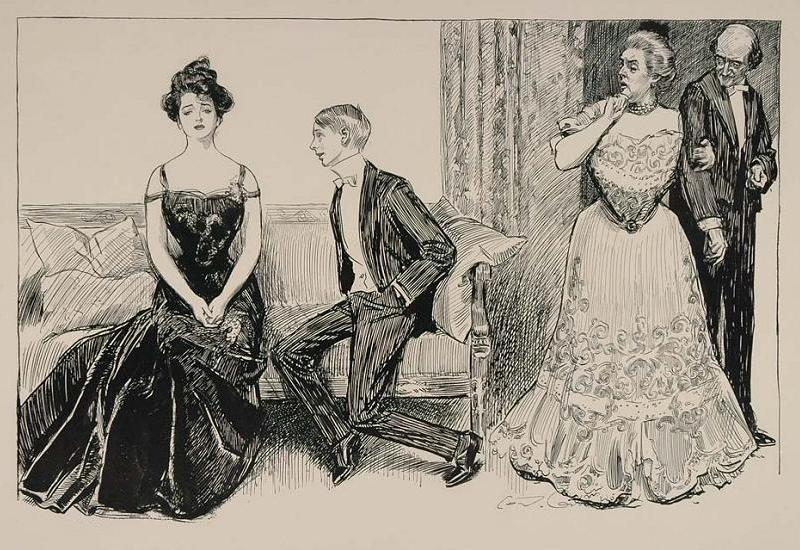
The Crush
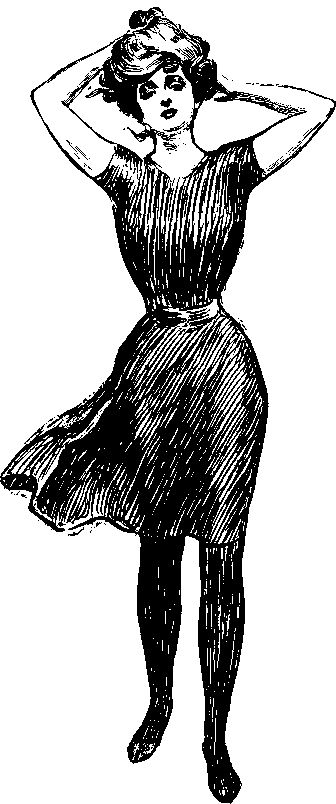
Gibson Girl de pin-up